# Pierścienica
Pierścienica – szczyt w Górach Świętokrzyskich, w Paśmie Posłowickim, o wysokości 367 m n.p.m. Rozpościera się stąd szeroka panorama na miasto Kielce.
Przez górę przechodzi niebieski szlak turystyczny z Chęcin do Łagowa. Dolna stacja wyciągu narciarskiego jest punktem początkowym  żółtego szlaku spacerowego wokół Kielc. Górna stacja wyciągu narciarskiego jest punktem początkowym  czarnego szlaku turystycznego prowadzącego na ulicę Szczepaniaka w Kielcach.
Pierścienicę potocznie nazywa się „Skocznią” ze względu na nieistniejącą już skocznię narciarską o punkcie konstrukcyjnym K-60, wykorzystywaną przez skoczków Budowlanych Kielce. Zaniedbania ze strony opiekunów obiektu doprowadziły do jej częściowego zniszczenia. 19 września 2006 skocznia została zburzona. 
Na Pierścienicy znajduje się obecnie narciarska trasa zjazdowa o długości 500 m, przeznaczona dla początkujących narciarzy. Trasa ma szerokość od 50 do 22 m, różnica poziomów wynosi 58 m. Stok jest oświetlony, naśnieżany i ratrakowany. Na górę można wjechać podwójnym wyciągiem orczykowym.
U podnóża góry rozciąga się Stadion Leśny – kompleks parkowo-leśny służący Kielczanom jako miejsce wypoczynku.
Na północnym stoku ustawiono pomnik poświęcony ok. 1000 osobom pomordowanym przez Niemców w latach 1939–1944.